# Mary Jane Kelly
Mary Jane Kelly (c. 1863-9 de noviembre de 1888) fue una de las víctimas de los asesinatos de Whitechapel. Su muerte ha sido atribuida al famoso asesino en serie no identificado Jack el Destripador, quien se cree mató y mutiló al menos a cinco mujeres en el área de Whitechapel, en Londres, desde finales de agosto hasta principios de noviembre de 1888.
Kelly ha sido descrita como rubia o pelirroja, si bien uno de sus apodos, «Black Mary» («Mary la Negra»), sugiere que era morena. Los informes de la época sostienen que tenía ojos azules y medía ciento setenta centímetros de altura. En su autobiografía, el detective Walter Dew afirma haber conocido a Kelly de vista, describiéndola como una mujer «bastante atractiva» y «una chica guapa, exuberante». Del mismo modo, Dew sostiene que Kelly siempre llevaba un delantal blanco limpio pero nunca sombrero. Sir Melville Macnaghten, comisario en jefe de la Policía Metropolitana, quien nunca vio a Kelly en persona, declaró que era conocida por tener «considerables atractivos personales», según los estándares de belleza de la época. El Daily Telegraph, en su edición del 10 de noviembre de 1888, la describe como «alta, delgada, bella, de tez fresca, y de apariencia atractiva». De hecho, para algunos Kelly era conocida como «Fair Emma», si bien se desconoce si este apodo hacía referencia al color de su cabello, al tono de su piel, a su belleza o a cualquier otro aspecto físico, puesto que «fair» puede traducirse como «bello», «rubio» o «claro». Algunos periódicos sostienen que Kelly también era apodada «Ginger» («Jengibre») debido al supuesto color jengibre de su cabello, aunque las fuentes difieren también en este punto, siendo el color del pelo de Kelly rubio, pelirrojo o castaño oscuro dependiendo de la fuente consultada. Otro periódico declaró que Kelly era conocida como «Mary McCarthy», lo que sugiere una posible confusión con el apellido de su casero al momento de su muerte. Del mismo modo, Kelly también era conocida como «Dark Mary» («Mary la Oscura») debido a su comportamiento violento cuando estaba ebria, adoptando ella misma, por otro lado, el nombre de «Marie Jeanette» en la época en que supuestamente estuvo en Francia.

## Vida y antecedentes

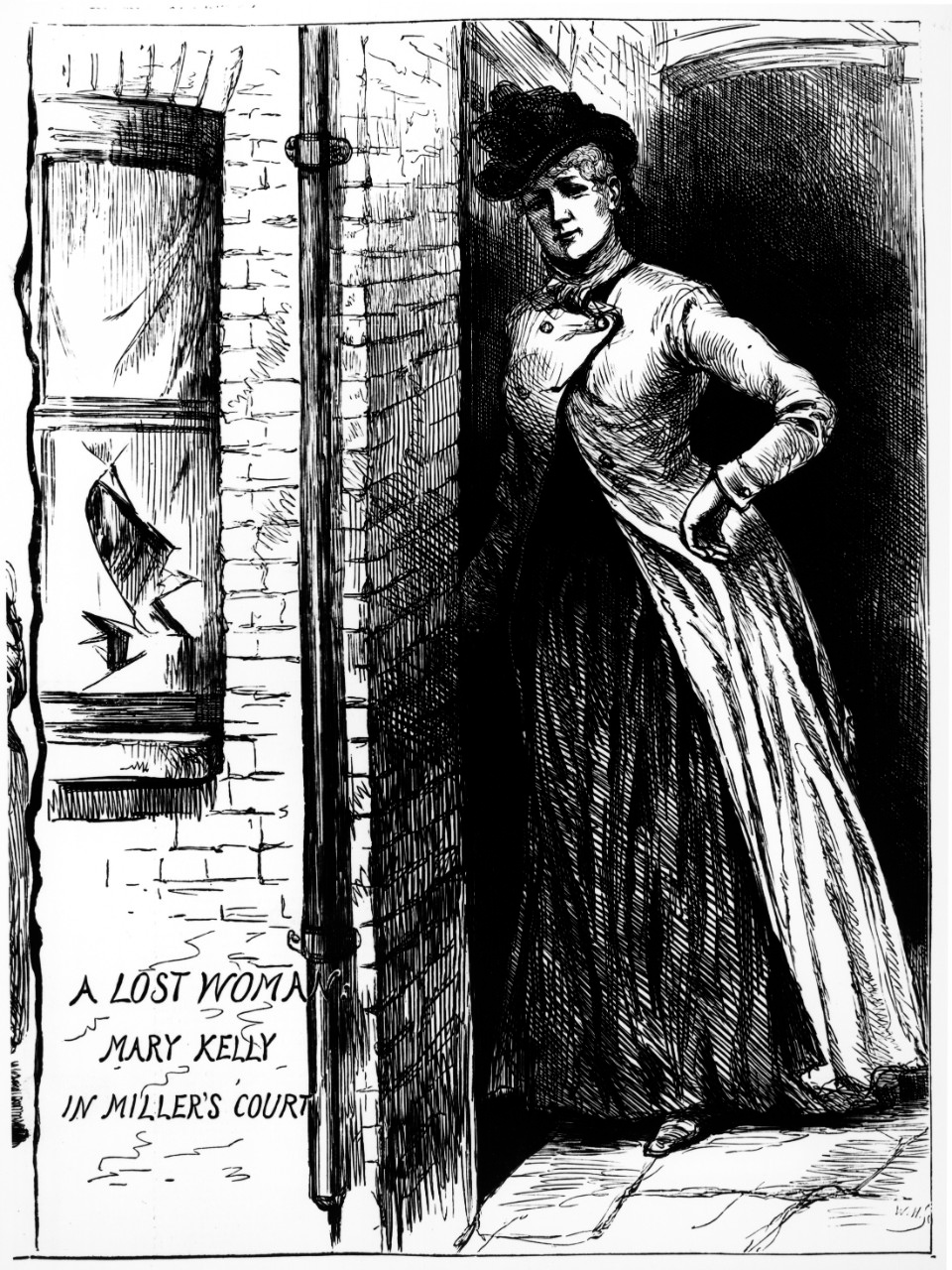
Dibujo de Mary Jane Kelly entrando en su habitación alquilada, publicado en el periódico The Penny Illustrated Paper (24 de noviembre de 1888).

En comparación con las demás víctimas del Destripador, los orígenes de Kelly resultan prácticamente desconocidos, siendo probable que la escasa documentación biográfica que se posee sobre ella esté edulcorada debido a que posiblemente Kelly inventó numerosos detalles de sus primeros años de los cuales no existen evidencias ni a favor ni en contra. De acuerdo con Joseph Barnett, el hombre con quien había estado viviendo hasta poco antes de su muerte, Kelly le había dicho que había nacido en Limerick, Irlanda, alrededor de 1863 (se desconoce si se refería a la ciudad o al condado) y que su familia se había trasladado a Gales cuando ella era muy joven. Según Barnett, el padre de Kelly se llamaba John y trabajaba en una fundición en Caernarfonshire o Carmarthenshire, afirmando que Kelly le había mencionado que tenía siete hermanos y, al menos, una hermana. Uno de sus hermanos, llamado Henry, sirvió supuestamente en el Segundo Batallón de la Guardia Escocesa. Del mismo modo, Kelly afirmó en una ocasión ante su amiga Lizzie Albrook que un miembro de su familia trabajaba en los teatros de Londres. Por otro lado, su casero, John McCarthy, afirmó que Kelly solo había recibido en una ocasión una carta de su madre desde Irlanda, asegurando Barnett que Kelly no se escribía con su familia. Tanto Barnett como la señora Carthy, propietaria de Breezer's Hill, en Ratcliffe Highway, con quien Kelly había vivido anteriormente, declararon que la joven provenía de una familia de «gente acomodada», afirmando Carthy que era «una excelente erudita y una artista de no poco talento», aunque en la investigación, Barnett informó que Kelly solía pedirle que le leyese los informes periodísticos sobre los asesinatos, lo cual sugiere que realmente era analfabeta.
Hacia 1879, Kelly contrajo matrimonio con un minero del carbón llamado John Davies, existiendo la posibilidad, aunque poco probable, de que ambos hubiesen tenido un hijo. Davies murió en una explosión en la mina donde trabajaba dos o tres años después. Posteriormente, Kelly se mudó a Cardiff, donde vivió con una prima y empezó, al parecer, a ejercer la prostitución a consecuencia del retraso de la compañía de seguros en pagar la póliza por el deceso de su esposo, si bien la policía de la ciudad no posee documentos sobre ella. Kelly afirmó haber pasado ocho meses en una enfermería en Cardiff, trasladándose a Londres en 1884 e instalándose, probablemente, con las monjas en el Providence Row Night Refuge, en Crispin Street, donde supuestamente se encargaba de fregar suelos y acometer labores de limpieza general, encontrando finalmente trabajo en una tienda en Cleveland Street. No obstante, según Barnett, Kelly trabajó en un burdel de clase alta en el West End tras llegar a Londres, afirmando la propia Kelly que en aquella época solía ir en carruaje y que, incluso, acompañó a un caballero a París, aunque decidió regresar dos semanas después tras no gustarle la experiencia. Sin embargo, se cree que fue en esta época cuando Kelly adoptó el nombre de «Marie Jeanette». La historiadora Hallie Rubenhold, quien escribió una biografía sobre las cinco víctimas canónicas, descubrió evidencias de que Kelly había escapado de una red de trata de blancas en Francia. Rubenhold considera que este hecho forzó a Kelly a trasladarse del West End al East End con el fin de ocultarse de quienes intentaban traficar con ella.
El 10 de noviembre de 1888, un día después de su muerte, Elizabeth Phoenix, residente en el n.º 57 de Bow Common Lane, en Burdett Road, acudió a la comisaría de Leman Street y declaró que una mujer que encajaba con la descripción de Kelly había vivido en la casa de su cuñado en Breezer's Hill, en Pennington Street. Según Phoenix: «Era galesa y sus padres, que la echaron de casa, aún vivían en Cardiff, de donde venía ella. Pero a veces decía que era irlandesa». Declaró asimismo que Kelly era conflictiva y grosera cuando estaba borracha pero «una de las chicas más decentes y amables que puedes conocer si estaba sobria». Un reportero de la Press Association que investigó en el Breezer's Hill District escribió:

Parece que a su llegada a Londres conoció a una francesa que vivía en Knightsbridge, que, según informó a sus amigos, la llevó a la vida degradante que ahora ha acabado en su final antes de tiempo. No escondía el hecho de que mientras vivió con esa mujer iba a todas partes en carruaje e hizo varios viajes a la capital francesa, y de hecho llevó una vida de dama. De alguna forma, no sabemos exactamente cómo, de repente acabó en el East End. Aquí la suerte le falló y empezó una carrera que destacaba tristemente si la comparamos con su anterior experiencia. Sus experiencias con el East End parecen haber comenzado con una mujer (según la prensa, Mrs Buki) que residía a las afueras de Ratcilffe Highway, conocidas como St. George's Street. Esta persona parece haber recibido a Kelly directamente desde su hogar del West End, ya que no llevaba allí mucho tiempo cuando, según se afirma, las dos mujeres fueron a la residencia de la dama francesa a pedir la caja que contenía vestidos de una descripción costosa.

Hacia el final de su vida, Kelly sufrió problemas de alcoholismo, lo que provocó que la señora Buki la echase de su casa, tras lo cual se trasladó de St George's Street a Breezer's Hill con la señora Carthy, abandonando Kelly esta residencia año y medio o dos años después. Carthy afirmó que Kelly se había marchado de su casa para irse a vivir con un hombre del negocio de la construcción con quien Carthy creía que acabaría casándose. Barnett declaró que Kelly vivió con un hombre llamado Morganston, al lado o enfrente de Stepney Gasworks, en Stepney, así como con un hombre llamado Joseph Flemming, cerca de Bethnal Green, quien era picapedrero o mampostero. Una vecina de Miller's Court, Julia Venturney, dijo que a Kelly le gustaba otro hombre que no era Barnett y que se llamaba Joe, quien creía era un vendedor ambulante que a veces la visitaba y le daba dinero. 
En 1886, Kelly vivía en el albergue Cooley's Lodging House, en Thrawl Street (Spitalfields), donde conoció a Barnett, quien era pescadero con licencia para trabajar en el Billingsgate Fish Market. Barnett provenía de una familia de tres hermanas y un hermano, quien se llamaba Daniel. Venturney declaró que Barnett tenía buen carácter y era amable con Kelly, a quien daba dinero en ocasiones. Barnett y Kelly eran recordados como una pareja amable y amistosa que daba pocos problemas a no ser que estuviesen bebidos, existiendo la posibilidad de que Kelly fuese la mujer que pagó una multa por ebriedad y escándalo público puesta el 19 de septiembre de 1888.
Barnett conoció a Kelly el 8 de abril de 1887 en Commercial Street; bebieron juntos y acordaron encontrarse al día siguiente. La segunda vez que se citaron tomaron la decisión de irse a vivir juntos, para lo cual alquilaron una residencia en George Street, en Commercial Street, mudándose posteriormente a Little Paternoster Row, en Dorset Street, de donde fueron expulsados por no pagar el alquiler y por emborracharse, tras lo cual se mudaron a Brick Lane. En febrero o marzo de 1888 se trasladaron de Brick Lane a Miller's Court, en el n.º 26 de Dorset Street, donde ocuparon el local n.º 13: una habitación cuadrada de poco más de tres metros y medio compuesta de una cama, tres mesas, una silla y una chimenea con un cuadro sobre ella titulado La viuda del pescador. La llave de la única puerta de la habitación se había perdido, por lo que Kelly la abría y cerraba pasando el brazo a través de un cristal roto junto a la puerta el cual, según Venturney, había destrozado la joven estando ebria. Cuando estaba bebida, Kelly solía cantar canciones irlandesas; en este estado, solía ser conflictiva e incluso violenta con quienes la rodeaban. McCarthy dijo de ella que «era una mujer muy tranquila cuando [estaba] sobria pero ruidosa cuando [estaba] bebida».
En agosto o septiembre de 1888, Barnett perdió su trabajo y trató de ganar dinero como portero en un mercado, motivo por el cual Kelly volvió a la prostitución, tomando Barnett la decisión de abandonarla. El 30 de octubre, entre las 17:00 y las 18:00 horas, Elizabeth Prater, quien vivía en el piso ubicado encima de la habitación de Kelly, declaró que Barnett y ella habían discutido y que él la había dejado, mudándose a la pensión de Buller, en el n.º 24-25 de New Street, en Bishopgate, si bien siguió viendo a Kelly. Barnett declaró que la había abandonado porque permitía a otras prostitutas quedarse en su habitación. Según una declaración hecha a un periódico: «Nunca había vuelto a errar [...] No la habría dejado si no hubiese sido por las prostitutas que paraban en la casa. Solo les dejaba quedarse porque era buena de corazón y no le gustaba negarles refugio en noches frías [...] Vivíamos confortablemente hasta que Marie permitió a una prostituta llamada Julia dormir en la misma habitación; me opuse: y Mrs Harvey, aún así vino y se instaló ahí. Me fui y me instalé en otro sitio». Maria Harvey, a quien probablemente se refería Barnett al mencionar el nombre de Julia, se quedó con Kelly las noches del 5 y el 6 de noviembre, mudándose con posterioridad al n.º 3 de New Court, otro callejón en Dorset Street.

## Últimas horas y muerte

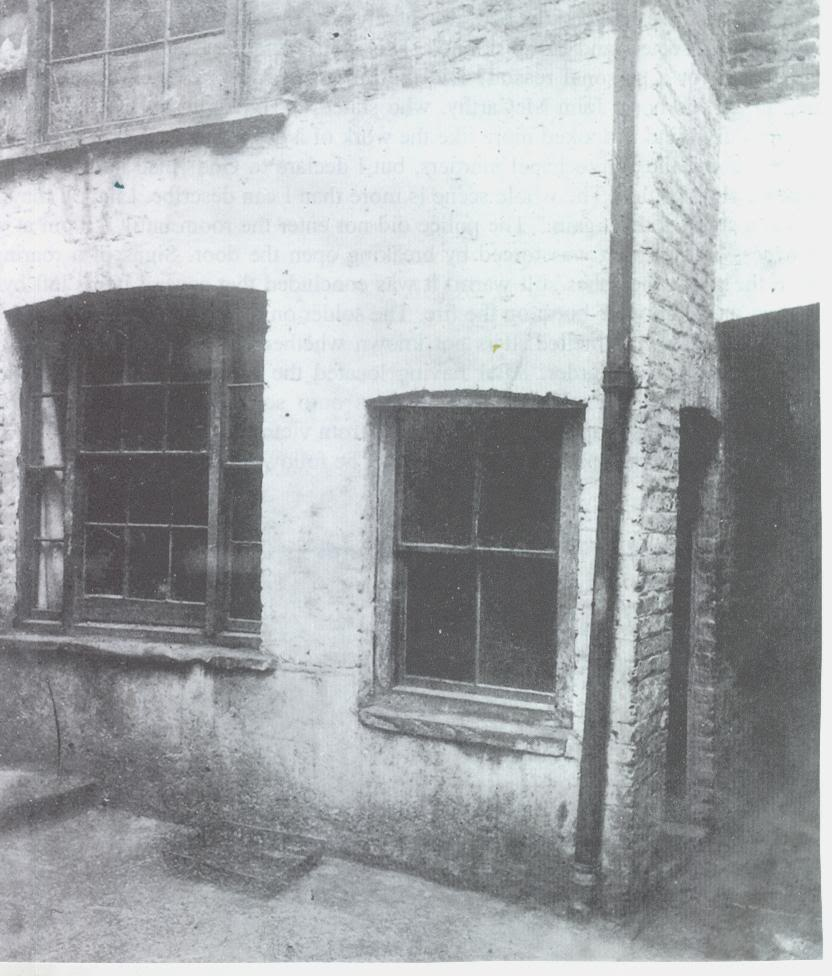
Fotografía del n.º 13 de Miller's Court, donde Mary Jane Kelly fue asesinada; foto policial tomada horas después del hallazgo de su cuerpo.

El 7 de noviembre, Kelly pagó medio penique por una vela en la tienda de McCarthy, siendo Thomas Bowyer, alias «Indian Harry», un soldado pensionista, una de las últimas personas que la vio con vida. Bowyer era empleado de MacCarthy y vivía en el n.º 37 de Dorset Street. Bowyer afirmó que aquella noche vio a un hombre hablando con Kelly el cual se parecía considerablemente a la descripción del hombre que Matthew Packer afirmó haber visto con Elizabeth Stride, una de las víctimas del Destripador. Según Bowyer, aquel hombre, cuya aparición fue rápida, le llamó la atención por los puños de la camisa que vestía, los cuales eran blancos, y el cuello de la misma, largo y blanco, que contrastaba con el abrigo que llevaba, el cual era largo y de color negro.
El 8 de noviembre, como casi cada día después de su separación, Barnett visitó a Kelly entre las 19:30 y las 19:45 horas. Barnett afirmó que la joven estaba en compañía de otra mujer que también vivía en Miller's Court, quien probablemente era Lizzie Albrook, residente en el n.º 2. 
Según Albrook: «La última cosa que me dijo fue "pase lo que pase no te equivoques y hagas lo que yo hice". A menudo me hablaba de esa forma, y me advertía sobre salir a la calle como ella había hecho. Me dijo, también, que estaba tremendamente cansada de la vida que llevaba y que le gustaría tener dinero para volver a Irlanda donde vivía su gente. No creo que hubiese salido por ahí como salía si no hubiese tenido que evitar pasar hambre». Maria Harvey dijo, no obstante, que la mujer que Barnett había visto con Kelly era ella, y que se marchó a las 18:55 horas.
A las 20:00 horas, Barnett regresó a la pensión de Buller, donde jugó al whist y se fue a la cama a las 00:30. A las 20:00 horas, Julia Venturney, quien vivía en el n.º 1 de Miller's Court, se fue a la cama, no siendo Kelly vista entre las 20:00 y las 23:45 horas (un relato sin confirmar asegura que bebió con una mujer llamada Elizabeth Foster en el pub Ten Bells). A las 23:00 horas, Kelly estuvo, al parecer, en el pub Britannia en estado de ebriedad con un joven de bigote oscuro, bien vestido y de apariencia respetable. Cuarenta y cinco minutos después, Mary Ann Cox, una prostituta viuda de treinta y un años que vivía en el n.º 5 de Miller's Court, la última casa a la izquierda del callejón, entró en Dorset Street y en Commercial Street. Cox volvió a casa para entrar en calor ya que la noche era fría, viendo a Kelly delante de ella caminando con un hombre robusto, de aproximadamente treinta y cinco o treinta y seis años y ciento sesenta y cinco centímetros de altura, según la descripción facilitada por Cox, quien declaró que llevaba un abrigo largo, un sombrero y, en general, ropas gastadas, además de tener la cara rojiza, un bigote color zanahoria y patillas pequeñas. Cox también declaró que el hombre llevaba consigo una jarra de cerveza. Respecto a Kelly, afirmó que llevaba puesto un vestido de lino de color rojo y no portaba sombrero ni gorro alguno. Cox los siguió hasta Miller's Court, asegurando que ambos estaban delante de la puerta de Kelly cuando pasó junto a ellos y les dio las buenas noches, a lo que ella respondió: «Buenas noches, voy a cantar», escuchando pocos minutos después a Kelly cantar «A Violet from Mother's Grave» («Una violeta de la tumba de mi madre»), una canción popular compuesta por William H. Fox publicada en 1881. Cox salió de nuevo a medianoche y escuchó a la joven cantar la misma canción. Durante este lapso de tiempo, Kelly cenó pescado y patatas.
A las 00:30 horas del 9 de noviembre, Catherine Pickett, una vendedora de flores que vivía cerca de Kelly, se cansó de oírla cantar, evitando su marido que bajase a quejarse, pidiéndole que dejase a la joven en paz. A la 1:00 horas empezó a llover y Cox, de nuevo, regresó a casa para entrar en calor, comprobando que Kelly aún seguía cantando y que había luz en su habitación. Poco después, Cox volvió a salir. Elizabeth Prater, esposa de William Prater, quien se dedicaba a arreglar botas y la había abandonado hacía cinco años, estaba a la entrada de Miller's Court esperando a un hombre. Prater, residente en la habitación n.º 20, inmediatamente encima de Kelly, estuvo allí alrededor de media hora y después se fue a donde se encontraba McCarthy para charlar con él, no escuchando cantar a Kelly ni viendo a nadie entrar o salir del callejón. Tras varios minutos, hacia la 1:30 horas, Prater, en estado de ebriedad, volvió a su habitación, colocó dos sillas ante la puerta y se fue a dormir sin desvestirse.
A las 2:00 horas, George Hutchinson, residente en la Victoria Working Men's Home, en Commercial Street, volvía desde Romford. Hutchinson caminó hasta Commercial Street y vio a un hombre en la esquina de Thrawl Street, aunque no le prestó atención. En Flower and Dean Street se encontró con Kelly, quien le pidió dinero: «Mr Hutchinson, ¿puede dejarme seis peniques?», a lo que este respondió: «No puedo. Me gasté todo mi dinero en ir a Romford». Tras darle los buenos días, Kelly le dijo que tenía que salir y ganar algo de dinero, yéndose en dirección a Thrawl Street y encontrándose con el hombre que Hutchinson había visto antes, el cual puso su mano sobre el hombro de Kelly y dijo algo que hizo reír a la mujer. Hutchinson la escuchó decir: «Muy bien», a lo que el hombre contestó: «Estarás bien, por lo que te he dicho». El hombre puso a continuación su mano derecha en el hombro de Kelly y ambos caminaron hacia Dorset Street. Mientras estaba bajo una farola frente al pub Queen's Head, Hutchinson pudo ver detenidamente al hombre que estaba con Kelly, de quien dijo tenía tez clara, un ligero bigote doblado en las puntas (que en sus declaraciones a la prensa cambiaría por tez morena y bigote poblado), pelo oscuro, ojos oscuros y cejas pobladas, añadiendo Hutchinson que «parecía judío». Según su descripción, el hombre llevaba un sombrero que casi le tapaba los ojos, un abrigo largo ribeteado con astracán, cuello blanco con corbata con un alfiler en forma de herradura, polainas oscuras con botas de botones claros, una gran cadena con un reloj de oro en su cintura y con un gran sello con una piedra roja colgando de él, unos guantes de cabritilla en su mano derecha y un pequeño paquete en su mano izquierda. Hutchinson declaró que el hombre medía entre ciento sesenta y siete y ciento setenta centímetros y que tenía alrededor de treinta y cinco o treinta y seis años. Kelly y su acompañante cruzaron Commercial Street y giraron hacia Dorset Street. Hutchinson, quien los había estado siguiendo, vio que ambos se habían detenido en Miller's Court, donde estuvieron hablando aproximadamente tres minutos, tras lo cual Kelly dijo: «Muy bien, querido. Ven. Estarás cómodo». El hombre la rodeó con sus brazos y la besó, entregándole un pañuelo cuando Kelly le dijo que había perdido el suyo. La pareja entró en el n.º 13 y Hutchinson esperó hasta las 3:00 horas, tras lo cual se fue de allí. La declaración de Hutchinson fue parcialmente corroborada por la lavandera Sarah Lewis, quien informó haber visto a un hombre mirando hacia la entrada de Miller's Court al tiempo que ella pasaba por allí alrededor de las 2:30 horas con el fin de pasar la noche con unos amigos, los Keyler. Hutchinson afirmó que tenía sospechas del hombre que acompañaba a Kelly porque, aunque ella parecía conocerle, su apariencia opulenta lo convertía en una persona inusual en el vecindario, si bien solo puso este hecho en conocimiento de la policía una vez concluida la investigación. Frederick George Abberline, detective a cargo de la misma, consideró que la información aportada por Hutchinson era importante, motivo por el que envió a dos oficiales para saber si podía volver a verlo. El nombre de Hutchinson no figura de nuevo en los archivos policiales conservados, por lo que no es posible saber a ciencia cierta si su relato fue rechazado o corroborado. En sus memorias, Walter Dew descarta la afirmación de Hutchinson basándose en que su avistamiento pudo haber tenido lugar un día distinto y no la madrugada en que se cometió el crimen. Robert Anderson, oficial de Scotland Yard, declararía posteriormente que el único testigo que había visto bien al asesino era judío, si bien Hutchinson no lo era, de modo que no puede tratarse del testigo al que se refiere Anderson. Algunos expertos han sugerido que Hutchinson era el Destripador y que intentó confundir a la policía con una descripción falsa, si bien otros consideran que simplemente fue un testigo que inventó una historia para poder tener algo que vender a la prensa.
A las 3:00 horas, cuando Hutchinson abandonó Miller's Court, Cox, bajo una intensa lluvia, volvió una vez más a casa, comprobando que no había luz ni se escuchaba ningún sonido procedente de la habitación de Kelly. Pese a que Cox no volvió a salir más, no pudo dormir debido a que durante toda la noche estuvo escuchando a gente entrando y saliendo del callejón. En el juicio, Cox declaró: «Oí a alguien marcharse sobre las seis menos cuarto. No sé de que casa salía ya que no oí ninguna puerta cerrarse». A las 4:00 horas, Prater se despertó debido a que su gato, Diddles, le pisó el cuello. En ese momento oyó un leve grito: «¡Oh, asesinato!», pero no le prestó atención ya que aquello era común en la zona, declarando Sarah Lewis haber escuchado el mismo grito. Prater salió de casa a las 5:30 horas para ir al Ten Bells, donde bebió ron, no habiendo visto nada sospechoso.
La esposa del encargado de un albergue local, Caroline Maxwell, testigo en el juicio y conocida de Kelly, afirmó haberla visto hacia las 8:30 horas, después de la hora estimada de su muerte. Maxwell describió su ropa y apariencia de forma concienzuda y declaró firmemente convencida de que no se equivocaba de fecha, aunque admitió que solo había estado con Kelly una o dos veces. Sumado a lo anterior, la descripción de Maxwell no coincidía con la de quienes conocían de cerca a Kelly. Maurice Lewis, un sastre que residía en Dorset Street, contó a los periódicos que había visto a Kelly acompañada de Barnett en el pub Horn of Plenty la noche del asesinato y que la había vuelto a ver a la mañana siguiente, hacia las 10:00 horas. Al igual que en el caso de Maxwell, este supuesto avistamiento se produjo varias horas después de la muerte y, debido a esta discrepancia, no fue llamado a testificar, siendo virtualmente ignorado por la policía.

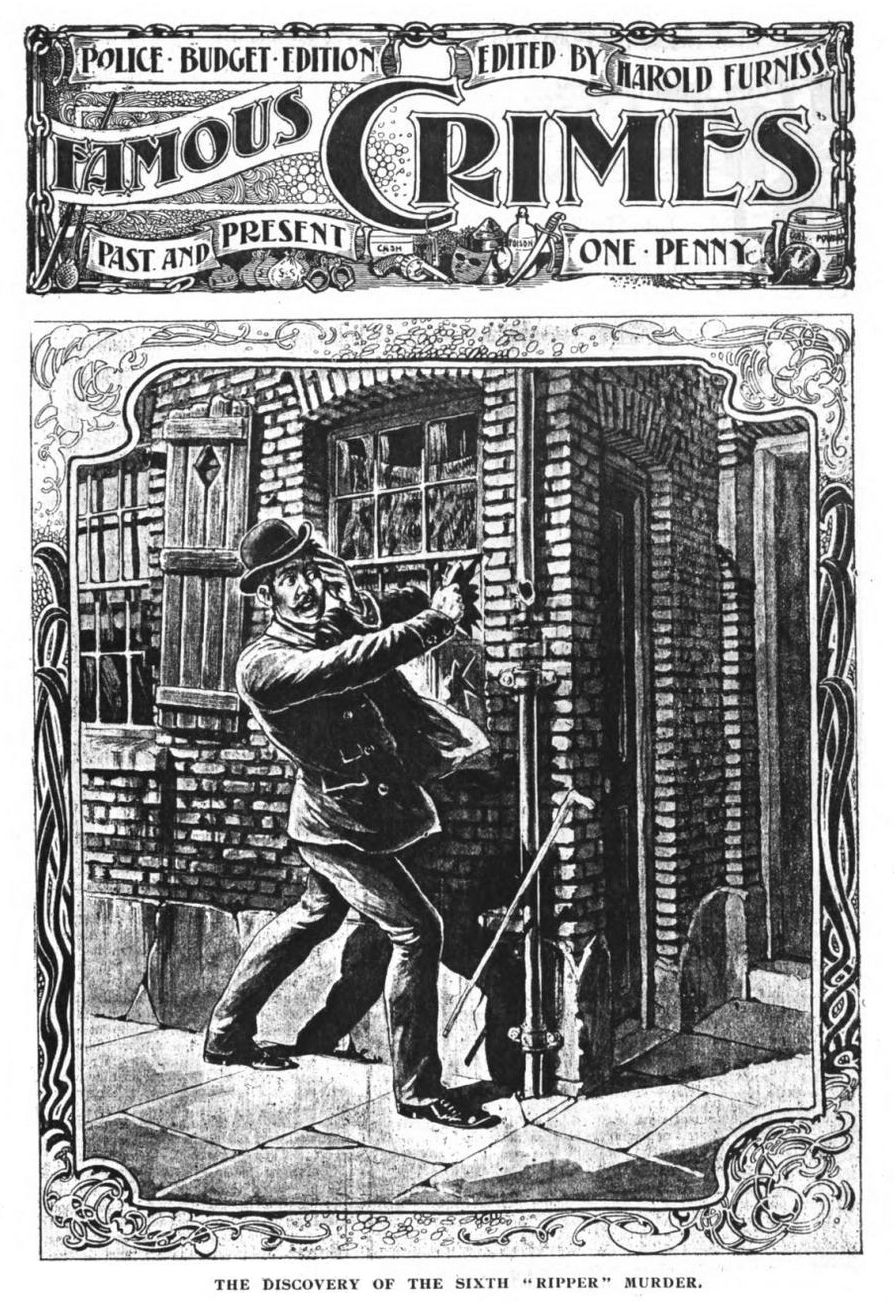
«El descubrimiento del sexto asesinato del "Destripador"». Portada de Famous Crimes, Past and Present (1903).

A las 10:45 horas, durante la celebración del Lord Mayor's Day, John McCarthy, propietario de McCarthy's Rents, como se conocía a Miller's Court, envió a Thomas Bowyer a recoger el dinero del alquiler que adeudaba Kelly, el cual ascendía a una libra y nueve chelines. Tras llamar al n.º 13 y no recibir respuesta, Bowyer, debido a que la puerta de la habitación estaba cerrada, introdujo la mano en el cristal roto de la ventana y, tras apartar la cortina y mirar hacia el interior, vio el cuerpo mutilado de Kelly y asustado retiró la mano con rapidez, cortándose levemente. Bowyer informó a McCarthy, quien, después de ver el cadáver, corrió a la comisaría de Commercial Street, donde habló con el inspector Walter Beck, el cual se dirigió a Miller's Court acompañado de McCarthy. No obstante, el Manchester Guardian, en su edición del 10 de noviembre de 1888, informó que el sargento Edward Badham acompañó a Beck al n.º 13 de Miller's Court tras haber sido ambos avisados por Bowyer. Beck declaró en la investigación que él fue el primer policía en llegar a la escena del crimen, siendo posible que Badham lo acompañase, aunque no existen informes oficiales que lo corroboren. Badham estaba de servicio en la comisaría de policía de Commercial Street la tarde del 12 de noviembre, habiendo concluido la investigación temprano aquel día, cuando Hutchinson entró en la comisaría hacia las 18:00 horas para dar su testimonio inicial a Badham.
Al n.º 13 de Miller's Court acudieron el superintendente Thomas Arnold y el inspector Edmund Reid de la División H de Whitechapel, así como Frederick Abberline y el oficial Robert Anderson. Pocas horas después del hallazgo del cadáver, tras haber esperado sin éxito la llegada de los perros de rastreo Barnaby y Burgho, McCarthy rompió la puerta con un hacha bajo las órdenes de Arnold a las 13:30 horas, retirándose en primer lugar una de las ventanas para aumentar la claridad, examinar mejor la escena del crimen y tomar fotografías. Abberline, quien había solicitado la presencia de los sabuesos, envió un telegrama al respecto a Sir Charles Warren, jefe de la Policía Metropolitana, el cual no obtuvo respuesta debido a que Warren había dimitido el día anterior a causa de la presión de los periodistas y de la opinión pública, siendo este el motivo de que los perros nunca llegasen y de que se produjese un retraso de más de dos horas en acceder a la habitación. Por otro lado, se afirma también que la idea de rastrear al asesino fue descartada por ser poco práctica. Cuando los policías entraron en la habitación vieron cuidadosamente doblada sobre una silla la ropa de Kelly, quien llevaba puesta únicamente una camisa, estando sus botas frente a la chimenea. El fuego en la habitación había sido lo suficientemente intenso como para derretir la soldadura entre una tetera y su pitorro, habiendo sido el fuego alimentado, al parecer, con ropa. El inspector Abberline creía que varias prendas de Kelly habían sido quemadas por el asesino para iluminar la habitación, puesto que solo había una vela además de la chimenea.

## Investigación

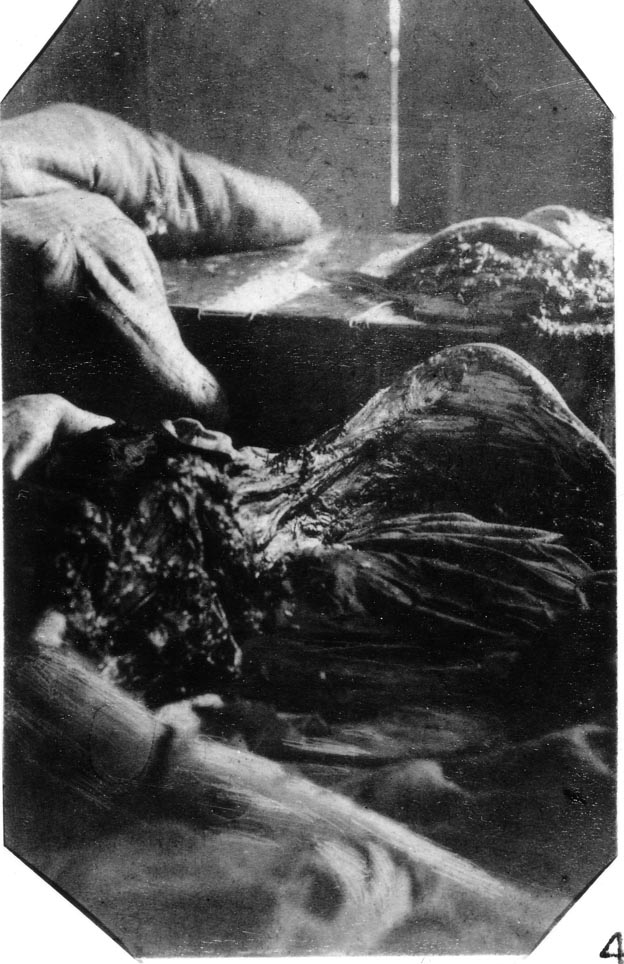
Fotografía de la escena del crimen, parte inferior del cuerpo de Mary Jane Kelly. Según Nick Warren: «El examen de los detalles mostrados en esta fotografía indica que el fémur izquierdo de Kelly (hueso del muslo) ha sido dividido longitudinalmente desde la cadera hacia abajo, exponiendo la cavidad de la médula. La parte externa del hueso (corteza) destaca en claro relieve. Fue presumiblemente para registrar este detalle que la fotografía fue tomada, puesto que el ángulo de la cámara ha sido seleccionado para situar virtualmente esta herida específica en el centro de la exposición».

La investigación fue abierta y cerrada el 12 de noviembre en Shoreditch Town Hall por el doctor y político de North-East Middlesex Roderick Macdonald en vez de por el juez Wynne Edwin Baxter, quien había llevado a cabo la investigación de varios de los asesinatos anteriores. La rapidez con que fue realizada dicha investigación fue criticada por la prensa. Las mutilaciones presentes en el cuerpo de Kelly resultaron las más severas de todas las ocurridas en los asesinatos de Whitechapel, debido probablemente a que el asesino dispuso de mayor tiempo para acometer dichas mutilaciones al estar en una habitación cerrada en vez de en plena calle. Los cirujanos Thomas Bond y George Bagster Phillips examinaron el cadáver, estableciendo ambos la hora de la muerte aproximadamente doce horas antes del examen. Phillips sugirió que las extensas mutilaciones habrían necesitado de dos horas para ser acometidas, mientras que Bond apreció que el rigor mortis había aparecido durante el examen del cuerpo, indicando que la muerte había tenido lugar entre las 2:00 y las 8:00 horas. Según el informe de Bond:

El cuerpo yacía desnudo en medio de la cama, los hombros planos pero el eje del cuerpo inclinado hacia el lado izquierdo de la cama. La cabeza se apoyaba en la mejilla izquierda. El brazo izquierdo estaba cercano al cuerpo con el antebrazo flexionado en ángulo recto y yaciendo sobre el abdomen. El brazo derecho estaba algo separado del cuerpo y yacía sobre el colchón. El codo estaba doblado, el antebrazo en posición supina y los dedos cerrados. Las piernas estaban muy separadas, el muslo izquierdo en ángulo recto con el tronco y el derecho formando un ángulo obtuso con el pubis. Toda la superficie del abdomen y los muslos había sido extraída, y la cavidad abdominal vaciada de sus vísceras. Los pechos fueron cortados, los brazos mutilados por varios cortes irregulares y la cara hecha trizas, más allá de la posibilidad de reconocer los rasgos. Los tejidos del cuello fueron cortados hasta el hueso. 
Las vísceras fueron encontradas en varias partes, a saber: el útero y un pecho bajo la cabeza, el otro pecho bajo el pie derecho, el hígado entre los pies, los intestinos junto al pie derecho y el bazo al lado izquierdo. Los trozos de abdomen y muslo extraídos estaban sobre la mesa. 
La sábana, en la esquina derecha, estaba empapada de sangre, y en el suelo había un charco de sangre de dos pies cuadrados. La pared del lado derecho de la cama, al nivel del cuello, estaba manchada de sangre que había fluido en diversas salpicaduras. 
La cara fue cortada en todas direcciones, la nariz, mejillas, cejas, y orejas siendo parcialmente extraídas. Los labios estaban descoloridos, y cortados en diversas incisiones que iban oblicuas a la barbilla. Había numerosos cortes extendiéndose de forma irregular sobre todos los rasgos.
El cuello fue cortado a través de la piel y otros tejidos hasta las vértebras, la 5 y la 6 siendo cortadas profundamente. Los cortes de la piel en la parte de enfrente del cuello mostraban equimosis.
El lugar por donde pasa el aire fue cortado en la parte baja de la laringe a través del cartílago cricoide.
Ambos pechos fueron más o menos extraídos, con incisiones circulares, el músculo que los unía a las costillas estaba adherido. Las intercostales entre la cuarta, quinta y sexta costillas fueron cortadas y los contenidos del tórax eran visibles a través de los mismos.
La piel y los tejidos del abdomen del arco costal hasta el pubis fueron extraídos en tres largas tiras. El muslo derecho fue despojado de carne hasta el hueso, en una tira de piel, incluyendo los órganos externos de procreación, y parte de la nalga derecha. El muslo izquierdo fue despojado de piel y músculo hasta la rodilla. 
La pantorrilla izquierda mostraba un corte a través de la piel y los tejidos hasta los músculos profundos y alcanzando desde las rodillas hasta cinco pulgadas antes del tobillo. Ambos brazos tenían grandes heridas irregulares.
El pulgar izquierdo mostraba una pequeña incisión superficial de una pulgada de longitud, con sangre en la piel. Y había algunas abrasiones en el dorso de la mano, mostrando la misma condición.
Al abrir el tórax se encontró que el pulmón derecho estaba mínimamente pegajoso, con viejas zonas adherentes. La parte de abajo del pulmón estaba rota y desgarrada. El pulmón izquierdo estaba intacto. Estaba pegajoso en el ápex y había pequeñas zonas pegajosas en el costado. Había diversos nódulos de consolidación.
El pericardio estaba abierto, y el corazón ausente. En la cavidad abdominal había comida parcialmente digerida: pescado y patatas, y algo similar fue encontrado en los restos de estómago unidos al intestino.

Phillips también estuvo presente en la escena del crimen, aportando este testimonio:

Los restos mutilados de una mujer yacían inclinados dos tercios hacia el borde del catre cercano a la puerta. Solo llevaba puesta su camisa, y algún tipo de ropa interior. Estoy seguro de que el cuerpo había sido movido después de la herida que le causó la muerte, desde ese lado de la cama, por la gran cantidad de sangre bajo la cama y lo empapadas que estaban las sábanas y el jergón en la esquina de la cama.
La sangre provenía del corte de la arteria carótida, que fue la causa de la muerte. La herida fue infligida mientras la fallecida yacía en el lado derecho del catre.

Phillips creía que Kelly había sido asesinada de un corte en la garganta y que las mutilaciones habían tenido lugar después de la muerte. Por su parte, Bond declaró en un informe que el cuchillo empleado era de aproximadamente veinticinco milímetros de ancho y quince centímetros de largo, si bien consideraba que el asesino no poseía ninguna preparación o conocimiento médico:

En cada caso la mutilación fue infligida por una persona que no tenía conocimientos científicos o anatómicos. En mi opinión no posee siquiera el conocimiento técnico de un carnicero o un matarife o ninguna persona acostumbrada a cortar animales muertos.

El cuerpo de Kelly, el cual había sido conducido a la morgue de Shoreditch, fue identificado por Barnett, quien dijo que la había reconocido únicamente por una de sus orejas y por los ojos, estando McCarthy seguro de que el cadáver pertenecía a Kelly, quien fue registrada en su certificado de defunción, expedido el 17 de noviembre, con el nombre de Marie Jeanette Kelly.

## Funeral

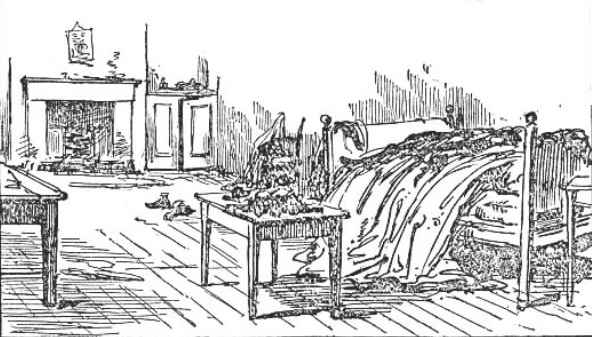
Ilustración contemporánea del número 13 de Miller's Court, Spitalfields, Londres. Escena del crimen de la última víctima de Jack el Destripador, dibujada el 9 o 10 de noviembre de 1888.

Kelly fue enterrada a las 14:00 horas del 19 de noviembre de 1888 en el Roman Catholic Cemetery de Leytonstone, en la fosa común n.º 66, fila n.º 66 (sección n.º 10), en un servicio oficiado por el padre Columban al que no asistió ningún miembro de su familia. Los ocho dolientes que acudieron al sepelio en dos coches fúnebres detrás del féretro (realizado en olmo pulido y roble) desde la iglesia de Shoreditch hasta el cementerio fueron Joseph Barnett, una persona en representación de John McCarthy, y seis mujeres que conocían a Kelly y testificaron en la investigación: Mary Ann Cox, Elizabeth Prater, Caroline Maxwell, Sarah Lewis, Julia Venturney y Maria Harvey. Varios miles de espectadores se reunieron por su parte a las afueras de la iglesia para contemplar la procesión fúnebre. Según el Daily Telegraph en su edición del 18 de noviembre de 1888: 

El funeral de la mujer asesinada, Kelly, ha sido pospuesto una vez más. La fallecida era católica y Barnett, el hombre con quien vivía, y su casero, Mr McCarthy, deseaban enterrarla según el ritual de su Iglesia. El funeral será, por tanto, mañana en el Roman Catholic Cemetery de Leytonstone. La carroza fúnebre dejará la morgue de Shoreditch a las doce y media.

En sus ediciones del 19 y el 20 de noviembre, el Daily Telegraph publicó lo siguiente:

Los restos de Mary Janet Kelly, quien fue asesinada el 9 de noviembre en Miller's-court, Dorset-street, Spitalfields, fueron llevados ayer por la mañana de la funeraria de Shoreditch al cementerio de Leytonstone, donde fueron enterrados. Ningún miembro de la familia pudo ser hallado para asistir al funeral.

La tumba de Kelly fue recuperada en la década de 1950. John Morrison, estudioso del caso, erigió una gran lápida de mármol blanco en 1986, si bien la tumba donde la situó no era la correcta, por lo que la misma fue retirada, señalándose el lugar de descanso de Kelly con una simple placa en la década de 1990. En la lápida se puede leer el siguiente epitafio:

En memoria de Marie Jeanette Kelly. Nadie más que los corazones solitarios pueden conocer mi tristeza. El amor vive por siempre.

## Teorías
Extensas búsquedas casa por casa fueron llevadas a cabo por la policía. El 10 de noviembre, Bond redactó un informe relacionando la muerte de Kelly con cuatro asesinatos previos (los de Mary Ann Nichols, Annie Chapman, Elizabeth Stride y Catherine Eddowes) y aportando un perfil aproximado del asesino. Ese mismo día, el gobierno ofreció un indulto a cualquier cómplice, siempre que no fuese el autor intelectual o material del crimen, que proporcionase información y pruebas que condujesen a la identificación y condena del asesino o asesinos. Pese a dicho ofrecimiento, y a la masiva investigación por parte de la policía, nadie fue nunca culpado o juzgado por los asesinatos. Debido a que no se volvieron a cometer crímenes similares en los seis meses siguientes, la investigación policial fue desapareciendo gradualmente. Kelly es generalmente considerada la última víctima de Jack el Destripador. Del mismo modo, se considera que los crímenes cesaron debido a la muerte del responsable, a su encarcelamiento, su internamiento en alguna institución o su salida del país.
Abberline interrogó a Barnett durante cuatro horas tras la muerte de Kelly, siendo su ropa examinada en busca de manchas de sangre, tras lo cual fue puesto en libertad sin cargos. Casi un siglo después de los hechos, en 1982, los autores Paul Harrison y Bruce Paley propusieron a Barnett como el asesino de Kelly. Según ellos, el crimen fue cometido en un acto de celos o posiblemente a raíz del rechazo de Kelly, sugiriendo que Barnett había cometido los otros asesinatos con el fin asustar a Kelly y provocar que esta abandonase la prostitución. En la misma línea, otros autores sugieren que Barnett mató únicamente a Kelly y procedió a mutilar su cadáver para hacer que pareciese un crimen cometido por el Destripador. La investigación de Abberline, no obstante, exoneraba aparentemente a Barnett de toda culpa. Entre los varios allegados de Kelly señalados como su asesino constaban su casero John McCarthy y su novio Joseph Fleming. El hecho de que el cuerpo de Kelly estuviese prácticamente desnudo y su ropa doblada sobre una silla condujo a especular que Kelly se había desnudado antes de tumbarse en la cama, lo cual indicaría que fue asesinada por alguien a quien conocía o por algún cliente.
En 2005, el autor Tony Williams afirmó que Kelly había sido hallada en el censo de 1881 de Brymbo, cerca de Wrexham. Esta declaración fue hecha sobre la base de que en la puerta situada junto a la de la familia Kelly vivía un soltero llamado Jonathan Davies, quien podría ser el mismo Davies con quien, según Barnett, Kelly contrajo matrimonio a los dieciséis años. Esta afirmación es, no obstante, errónea puesto que si el esposo de Kelly murió dos o tres años después de su matrimonio, Jonathan Davies no podía ser él: Davies seguía vivo y residiendo en Brymbo tal y como indica el censo de 1891. En cualquier caso, prácticamente ningún detalle aportado por Barnett coincide con la familia Kelly residente en Brymbo en 1881: Brymbo está situado en Denbighshire, no en Caernarfonshire o Carmarthenshire, mientras que el patriarca de la familia se llamaba Hubert Kelly, no John. Sumado a lo anterior, las acusaciones de que los diarios de Sir John Williams, en los que Tony Williams basó su investigación, fueron alterados arrojó dudas sobre la veracidad de esta teoría.
El escritor Mark Daniel propuso que el crimen de Kelly había sido llevado a cabo por un fanático religioso que había matado a Kelly a modo de sacrificio como parte de un ritual, alegando que el fuego de la chimenea no estuvo destinado a iluminar la estancia sino que fue empleado para hacer una ofrenda. Por su parte, William Stewart propuso en 1939 que Kelly había sido asesinada por una partera trastornada apodada «Jill la Destripadora», a quien Kelly había comprometido para realizar un aborto. De acuerdo con Stewart, la asesina quemó su propia ropa en la chimenea debido a que estaba manchada de sangre, huyendo en su lugar con las prendas de Kelly. Stewart sugirió que fue por esta razón que Maxwell declaró haber visto a Kelly después de su muerte, concluyendo que en realidad había visto a la asesina llevando su ropa. No obstante, los informes médicos, los cuales no estaban disponibles cuando Stewart elaboró su teoría, no hacen mención alguna a un posible embarazo, estando dicha teoría basada en especulaciones.
Una pequeña minoría de autores modernos considera posible que Kelly no fuese asesinada por la misma persona que cometió otros asesinatos en Whitechapel. Con una edad aproximada de veinticinco años, Kelly era considerablemente más joven que las otras víctimas canónicas, quienes tenían más de cuarenta años. Sumado a esto, las mutilaciones infligidas eran mucho mayores que en los otros casos, además de que el crimen había ocurrido en una habitación cerrada en vez de en la calle y de que el mismo había tenido lugar más de cinco semanas después de los últimos asesinatos.